# Sojuz TMA-20M
Sojuz TMA-20M è un volo astronautico verso la Stazione Spaziale Internazionale (ISS) e parte del programma Sojuz, ed è il 129° volo con equipaggio della navetta Sojuz dal primo volo avvenuto nel 1967. È decollata il 18 marzo 2016.
Scopo della missione è trasportare tre membri dell'equipaggio di Expedition 47 a bordo della ISS. L'equipaggio è composto da un comandante e un ingegnere di volo russi e un ingegnere di volo statunitense.
È l'ultimo volo della navicella Sojuz TMA-M, che verrà sostituita dalla più aggiornata Sojuz-MS.
Ha fatto il suo ritorno sulla Terra l'8 settembre 2016.

## Equipaggio
| Ruolo               | Equipaggio                                           | Equipaggio                                           |
| ------------------- | ---------------------------------------------------- | ---------------------------------------------------- |
| Comandante          | Aleksej Ovčinin, Roscosmos Expedition 47 Primo volo  | Aleksej Ovčinin, Roscosmos Expedition 47 Primo volo  |
| Ingegnere di volo 1 | Oleg Skripočka, Roscosmos Expedition 47 Secondo volo | Oleg Skripočka, Roscosmos Expedition 47 Secondo volo |
| Ingegnere di volo 2 | Jeffrey Williams, NASA Expedition 47 Quarto volo     | Jeffrey Williams, NASA Expedition 47 Quarto volo     |

### Equipaggio di riserva
| Ruolo               | Equipaggio                  | Equipaggio                  |
| ------------------- | --------------------------- | --------------------------- |
| Comandante          | Sergej Ryžikov, Roscosmos   | Sergej Ryžikov, Roscosmos   |
| Ingegnere di volo 1 | Andrej Borisenko, Roscosmos | Andrej Borisenko, Roscosmos |
| Ingegnere di volo 2 | Robert Kimbrough, NASA      | Robert Kimbrough, NASA      |